# Aglaja (Charyta)
Aglaja (gr. Ἀγλαΐα Aglaḯa, łac. Aglaea) – w mitologii greckiej jedna z Charyt.
Jej imię oznacza "Promienna". Jest córką boga słońca Heliosa i najady Ajgle lub Zeusa i okeanidy Eurynome, lub Zeusa i Eunomii.